# Championnat des Émirats arabes unis de football 1998-1999
Navigation
Championnat 1997-1998 Championnat 1999-2000
La saison 1998-1999 du Championnat des Émirats arabes unis de football est la vingt-cinquième édition du championnat national de première division aux Émirats arabes unis. Les douze meilleures équipes du pays sont regroupées au sein d'une poule unique où elles s'affrontent trois fois au cours de la saison. À la fin du championnat, les deux derniers du classement sont relégués et remplacés par les deux meilleurs clubs de deuxième division.
C'est l'Al-Wahda Club qui remporte la compétition, après avoir terminé en tête du classement final, avec huit points d'avance sur Al Ain Club et neuf sur Al Nasr Dubaï. C'est le tout premier titre de champion des Émirats arabes unis de l'histoire du club.

## Les clubs participants
| - Sharjah SC - Al-Wahda Club - Al Sha'ab Sharjah - Promu de D2 - Al Ain Club - Al Ahly Dubaï - Al-Khaleej Club - Promu de D2 | - Al Jazira Club - Ras Al Khaima - Promu de D2 - Al Nasr Dubaï - Al Shabab Dubaï - Al Wasl Dubaï - Bani Yas Club |

## Compétition

### Classement
Le classement est établi sur le barème de points classique (victoire à 3 points, match nul à 1, défaite à 0).
| Rang | Équipe                | Pts | J  | G  | N  | P  | Bp | Bc  | Diff |
| ---- | --------------------- | --- | -- | -- | -- | -- | -- | --- | ---- |
| 1    | Al-Wahda Club         | 65  | 33 | 19 | 8  | 6  | 68 | 35  | +33  |
| 2    | Al Ain Club (T) (C)   | 57  | 33 | 16 | 9  | 8  | 58 | 36  | +22  |
| 3    | Al Nasr Dubaï         | 56  | 33 | 16 | 8  | 9  | 64 | 49  | +15  |
| 4    | Al Wasl Dubaï         | 55  | 33 | 16 | 7  | 10 | 63 | 37  | +26  |
| 5    | Al Ahly Dubaï         | 52  | 33 | 15 | 7  | 11 | 69 | 54  | +15  |
| 6    | Al Jazira Club        | 47  | 33 | 13 | 8  | 12 | 55 | 40  | +15  |
| 7    | Al Sha'ab Sharjah (P) | 45  | 33 | 11 | 12 | 10 | 52 | 48  | +4   |
| 8    | Al Shabab Dubaï       | 43  | 33 | 12 | 7  | 14 | 41 | 51  | -10  |
| 9    | Al-Khaleej Club (P)   | 42  | 33 | 11 | 9  | 13 | 65 | 69  | -4   |
| 10   | Bani Yas Club         | 40  | 33 | 10 | 10 | 13 | 44 | 52  | -8   |
| 11   | Sharjah SC            | 37  | 33 | 9  | 10 | 14 | 43 | 58  | -15  |
| 12   | Ras Al-Khaima (P)     | 7   | 33 | 2  | 1  | 30 | 35 | 126 | -91  |

|  | Qualification pour la Coupe des clubs champions 1999-2000                                   |
|  | Qualification pour la Coupe des Coupes 1999-2000                                            |
|  | Qualification pour la Coupe des clubs champions du golfe Persique 2000                      |
|  | Relégation directe en deuxième division                                                     |
|  | (T) : Tenant du titre (C) : Vainqueur de la Coupe des Émirats arabes unis (P) : Promu de D2 |

## Bilan de la saison
| Championnat des Émirats arabes unis de football 1998-1999                        |                           |
| Champion                                                                         | Al-Wahda Club (1er titre) |
| Coupes et trophées                                                               |                           |
| Vainqueur de la Coupe des Émirats arabes unis 1998-1999                          | Al Ain Club               |
| Qualifications continentales                                                     |                           |
| Coupe des clubs champions 1999-2000                                              | Al-Wahda Club             |
| Coupe des Coupes 1999-2000                                                       | Al Ain Club               |
| Coupe des clubs champions du golfe Persique 2000                                 | Al Ahly Dubaï             |
| Promotions et relégations                                                        |                           |
| Promus en UAE Football League                                                    | Emirates Club             |
| Promus en UAE Football League                                                    | Kalba Union               |
| Relégués en Championnat des Émirats arabes unis de football de deuxième division | Sharjah SC                |
| Relégués en Championnat des Émirats arabes unis de football de deuxième division | Ras Al Khaima             |